# ぼくのおじさん
『ぼくのおじさん』は、日本の旺文社より出版された北杜夫による小説。および、それを原作としたテレビドラマ、または日本映画。

## 概要
小学生の「ぼく」雪男が語る、雪男の父の弟「おじさん」との日常を描いた作品であり児童文学。
旺文社の雑誌『中二時代』で昭和37年（1962年）5月号から翌昭和38年（1963年）『中三時代』4月号まで連載され、旺文社ジュニア図書館から1972年11月20日に発売された。その後1981年に新潮文庫として発売。絶版状態だったが、映画化に伴い2015年12月に新潮文庫で記念復刊している。
表紙と挿絵は和田誠。発売当時の挿絵はカラーで収録されている。
「あとがき」によれば、単行本化が遅れたのは、本作の後に執筆された長編ユーモア小説『高みの見物』（『河北新報』他に1964年4月から10月まで連載、1965年に新潮社より刊行）に本作のエピソードの一部を流用したためであるが、少年向けのシリーズである「旺文社ジュニア図書館」から刊行されることになり、大人向けの『高みの見物』とは読者層が異なることから、単行本化に踏み切ったのだという。また後年に『北杜夫全集』第9巻（新潮社、1976年）に収録した際には、北は「中学生雑誌に書きなぐったもので、恥ずかしいから本にしなかった。だが、ずっと後に旺文社の子供ものシリーズに本にしないかと頼まれたとき、それなら一般読者は読まないだろうと思って承諾した」「今、読み返してみると、「高みの見物」とはまた違ったおもむきがあって、残しておいてもよいような気もする。同じころ書いた「船乗りクプクプの冒険」に比べるとずっと劣るが」ともコメントしている。兄の家族と同居していた自分の独身時代をモデルにしているが、他に少年時代に可愛がってもらった叔父・斎藤米国の追憶も投影されている旨が、あとがきに記されている。時代設定はそのいずれでもなく、連載時の現代となっている。
旺文社ジュニア図書館での発売当時は〈小学5・6年〜中学向き〉と書かれており、全国学校図書館協議会選定図書となっている。
1974年にNHKの少年ドラマシリーズで実写ドラマ化、2016年に山下敦弘監督、松田龍平、大西利空主演で映画化された。

## あらすじ
ぼく（雪男）のおじさんは、30歳をとっくに過ぎているのに、独身で、兄（雪男の父）の家に居候している。本職は大学の臨時講師なのだが、ぐうたらでだらしがなく、暇をもてあましているくせに、宿題は見てくれないし、動物園にも連れていってくれず、スポーツもできず、お小遣いは自分が欲しがるほどで、友達に自慢できるところがなにもない。おまけにイタズラが大好きで、家族みんなを巻き込んで大騒動を起こしたりする。そこで無理やりお見合いをさせられたのだが、「趣味はモクギョです」などと奇天烈な発言をし、相手にバカにされて失敗に終わった。
そんなおじさんは、ある日、外国旅行を決意する。ところが、その手段というのは、賞品が海外旅行になっている懸賞を当てる、というものであった。そのためにおじさんは懸賞つきのウイスキー、フウセンガム、コーラ、チョコレートなどを大量に買い込み、兄の一家にもそれを強要する。ぼく（雪男）が、おじさんのその珍妙な行状を作文に書いて学習雑誌の懸賞に応募したところ、二等のハワイ旅行が当たってしまう。図々しいおじさんは、そのハワイ旅行に、雑誌の編集者の代わりに、保護者としてついていくことになった。

## 登場人物
雪男（ぼく）
本作の語り手で主人公。小学6年生。
ケイ子
雪男の妹。小学3年生。
おじさん
雪男の父の弟。30過ぎで独身。丸顔でずんぐりとした体形。自称哲学者だが、少し前までは自称詩人だった。職業は大学の臨時講師で、2つの大学で計週4日、合計8時間だけ教えているのだが、何を教えているのかは不明。収入が少ないため、雪男の父の家に居候している。ぐうたらでだらしがなく、その上に恥知らずで、甥の雪男や姪のケイ子に対しては威張っている。その一方では臆病で自信がなく、見合い話を断り続けており、一度だけ見合いしたときには相手に完全に気圧されていた。愛読書はこどもマンガ。
モデルは北杜夫自身（慶應義塾大学病院神経科の無給助手時代、実兄の斎藤茂太宅に居候していた）。
おとうさん
雪男の父。困りものの弟を持て余している。
おかあさん
雪男の母。雪男の観察によれば少しヒステリー気味。
おばさん
雪男の母の姉。極度のお節介焼きでせっかち。おじさんにむりやり見合いを薦める。
ヘンリー・佐藤
雪男がハワイで出会った少年。日系三世。

## 書誌情報
- 単行本：旺文社、1972年11月20日発行 ISBN 978-4010690185
- 文庫：新潮文庫、1981年5月25日発行 ISBN 978-4101131238
- 『北杜夫全集 9 怪盗ジバコ ぼくのおじさん』新潮社、1976年。

## テレビドラマ
少年ドラマシリーズ（NHK）にて同タイトルで実写ドラマ化。1974年3月18日 - 4月12日（月 - 水）18:05-18:30で放送された。NHK名古屋制作。
ビデオテープが極めて高価で上書き使用することが常態だった時代のため、数作を除いてこのシリーズはNHKに残っていないとされており、本作も現存していない。
- 演出：武井博・他
- 脚本：水原明人・三枝睦明
- 出演：ぼく（大鹿純）、妹（塩崎由美子）、パパ（岡部雅都）、おじさん（藤尾年樹）

| NHK総合テレビ 少年ドラマシリーズ | NHK総合テレビ 少年ドラマシリーズ | NHK総合テレビ 少年ドラマシリーズ |
| 前番組                           | 番組名                           | 次番組                           |
| -------------------------------- | -------------------------------- | -------------------------------- |
| 荒野の王子                       | ぼくのおじさん                   | まぼろしのペンフレンド           |

## 映画
2016年11月3日公開の日本映画。
2015年10月5日に都内でクランクインし、10月23日まで日本で撮影。10月30日から11月15日までハワイのオアフ島とハワイ島で撮影を行った。前半部分や主人公周りの設定は原作に忠実で、北独得のとぼけたセリフも多くがそのまま使われているが、以下のような変更点がある。
- 時代は現代に変更され、携帯電話なども登場する。原作発表時は観光目的の海外旅行が原則できない時代で、ハワイへの小旅行にも年収に匹敵するような費用がかかった。また、当時のマンガ雑誌は完全に小学生向けで、30過ぎの大人が読みふけるという光景はかなり特殊であった。
- おじさんの大学非常勤講師職が週1コマのみ（原作は4コマ）で、限りなく無職に近くなっている。
- 「ぼく」が小学校6年生から4年生に変更されている。妹の年齢もこれにあわせて引き下げられている。
- おじさんのお見合い話から一目惚れに至るエピソードと相手の女性、ライバルが追加され、後半ハワイ部分が大部分その顛末を描く展開に変更されている。

映画『探偵はBARにいる』シリーズのプロデューサー須藤泰司が、「もう少し年齢を重ねた彼（松田龍平）に演じてもらいたい」と切望し、自ら脚本を書いて映画化を決定させた。

### キャスト
- おじさん - 松田龍平
- ぼく（春山雪男） - 大西利空
- 稲葉エリー - 真木よう子
- 春山恵子 - 小菅汐梨
- 春山節子 - 寺島しのぶ[4][5]
- 春山定男 - 宮藤官九郎[5]
- 智子おばさん - キムラ緑子[5]
- 稲葉キャシー - 銀粉蝶[5]
- みのり先生 - 戸田恵梨香[4]
- 青木 - 戸次重幸[4]
- ニャム - たまお－猫

### スタッフ
- 監督：山下敦弘
- 企画：須藤泰司
- 脚本：春山ユキオ（須藤泰司[3] ）
- プロデュース : 蔵本憲昭
- プロデューサー : 川田亮、根岸洋之、内山修一
- 音楽：きだしゅんすけ
- 製作：「ぼくのおじさん」製作委員会（東映、東映ビデオ、電通、テレビ朝日、Cygames、木下グループ、時事通信社、オフィス作、ジャミング、イノベーションデザイン、hulu、東洋レコーディング、北海道テレビ放送、ディー・エル・イー、WAJA PRODUCE）
- 製作プロダクション：東映東京撮影所、マッチポイント
- 配給：東映